# Sh2-38
Sh2-38 (associée à vdB 114) est une petite nébuleuse en émission visible dans la constellation du Sagittaire.
Elle est située dans la partie nord-ouest de la constellation, à environ un degré à l'ouest du nuage d'étoiles brillantes du Sagittaire (M24). La période la plus propice à son observation dans le ciel du soir se situe entre juin et novembre. Étant dans des déclinaisons modérément méridionales, son observation est facilitée par l'hémisphère sud.
C'est une région H II située sur le bras du Sagittaire à une distance d'environ 2 200 pc (∼7 180 al) du système solaire. Sh2-38 au sens strict correspond à la partie nord de l'objet et consiste en un nuage de gaz ionisé. Sa partie sud apparaît plutôt éclairée par la lumière de l'étoile HD 165811, une supergéante bleue de classe spectrale B8/B9Ib et d'une magnitude apparente de 10,26 et est cataloguée comme vdB 114,. Des processus de formation stellaire sont actifs dans la nébuleuse, comme en témoigne la présence de certaines sources de rayonnement infrarouge, parmi lesquelles IRAS 18060-1816, et certaines sources d'ondes radio se distinguent.
Si l'estimation de 2 200 parsecs est correcte, Sh2-38 serait physiquement lié à l'association OB Sagittaire OB4, avec les nuages voisins Sh2-40, Sh2-41 et Sh2-42.